# Yarra Valley
La Yarra Valley è una regione dell'Australia situata a sud-est dell'isola, ad un centinaio di km da Melbourne ed a ridosso dell'Oceano Pacifico, che le conferisce un clima fresco, rendendola particolarmente adatta alla viticoltura.
Si estende per 2.500 km2, attraversando colline e vallate ove sono presenti oltre 30 cantine famose in tutta l'Australia.
Il nome Yarra deriva dal fiume che la percorre, appunto lo Yarra.